# Adolf Anderssen
Karl Ernst Adolf Anderssen (n. 6 iulie 1818, Breslau, Confederația Germană – d. 13 martie 1879, Breslau, Imperiul German) a fost un celebru șahist german, care este considerat neoficial drept campion mondial al acestui joc (1851–1858, 1862–1866).